# 자유 결혼
《자유 결혼》은 한국에서 제작된 이병일 감독의 1958년 코미디 영화이다. 조미령 등이 주연으로 출연하였고 이병일 등이 제작에 참여하였다.

## 출연

### 주연
- 조미령
- 최은희
- 박암
- 최현
- 성소민
- 이룡
- 이민자
- 박광수

## 기타
- 원작자: 하유상
- 조명: 함완섭
- 녹음: 손인호
- 미술: 임명선